# Fitbit
Fitbit es una empresa de tecnología vestible fundada el 26 de marzo de 2007 en San Francisco, California por James Park y Eric Friedman con el nombre de Healthy Metrics Research, Inc. El primer producto que comercializaron es el Fitbit Tracker, el cual es un seguidor de actividad. Fitbit ha obtenido numerosos reconocimientos entre los que se cuentan el ser finalista en el Tech Crunch 50 de 2008 y el homenaje por innovación y ser la mejor en la categoría de Salud y Bienestar del Consumer Electronics Show de 2009. El 1 de noviembre de 2019 Google anunció la adquisición de Fitbit, que pasó de ser pionera en el sector a perder mercado a manos de empresas como Apple, Samsung o fabricantes chinos.

## Fitbit para niños
Fitbit produce versiones para niños, cuyas características incluyen colores vivos y medallas de Minions.  Por tratarse, al fin y al cabo, de instrumentos podómetros, pueden ser usados por adultos.

## Fitbit Surge

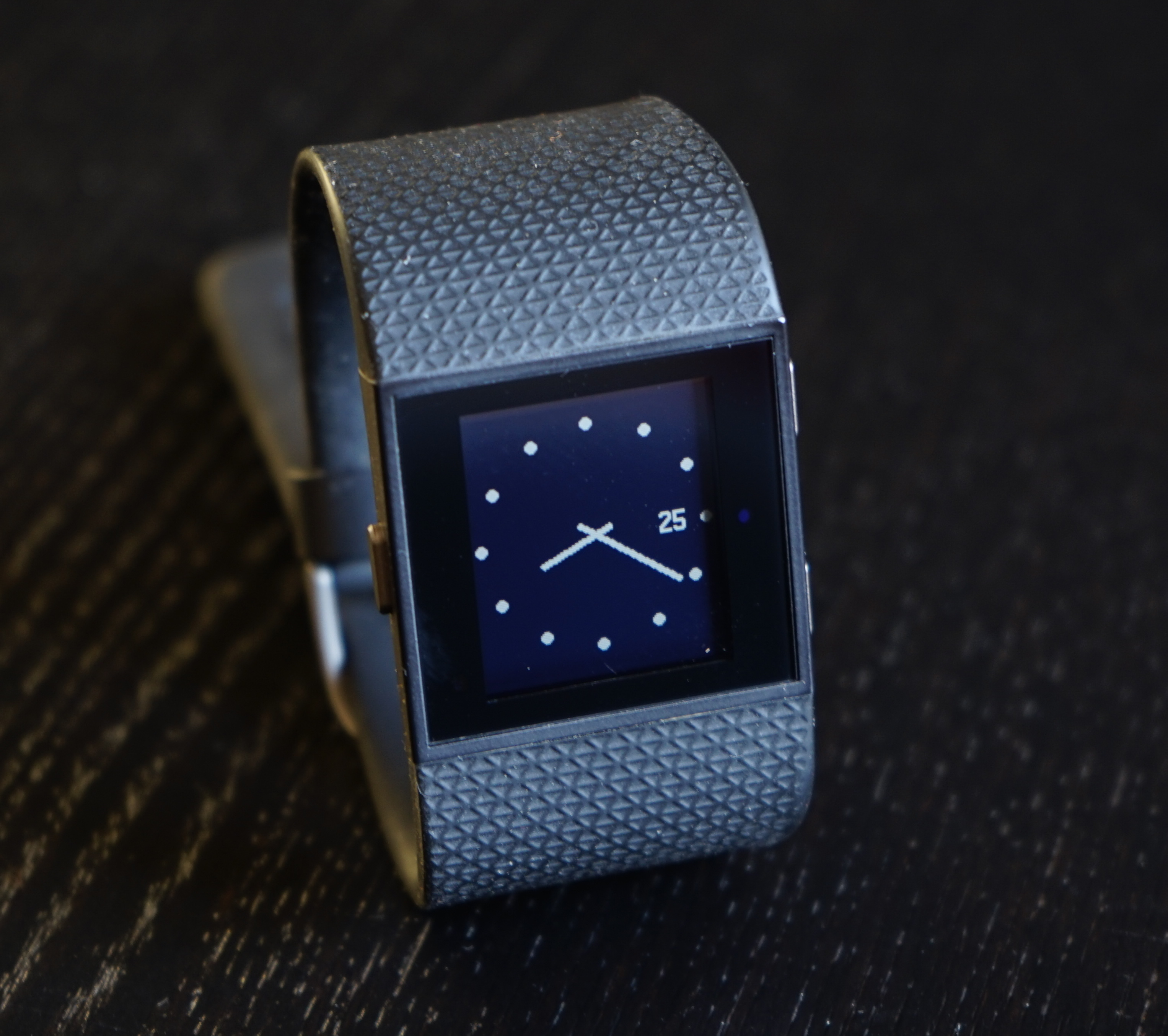
Fitbit Surge

Fitbit Surge fue el primer reloj inteligente desarrollado por Fitbit. Este fue anunciado en octubre de 2014. Cuenta con un monitor de frecuencia cardíaca y la capacidad de rastrear el ritmo, la distancia y la elevación con el GPS del dispositivo; también puede enviar alertas de mensajes de texto y llamadas entrantes desde un teléfono inteligente conectado. El Surge fue descontinuado y retirado del mercado a finales de 2017, siendo reemplazado por el Fitbit Ionic.

## Fitbit Blaze
Fitbit Blaze fue el segundo reloj inteligente que produjo Fitbit. Este fue anunciado al público en un evento del Consumer Electronics Show el 5 de enero de 2016. Entre sus características se cuentan una pantalla táctil a color, correas intercambiables, seguidor de ejercicio, monitor de ritmo cardíaco y GPS.

## Fitbit Charge 3
Fitbit Charge 3 es un modelo de smartband lanzado por la compañía Fitbit.  El lanzamiento se produjo en la segunda mitad del año 2018 Se trata de la tercera versión de su modelo más vendido y con importantes novedades. 
Sus principales características son:
- Resistente al agua hasta 50 metros
- Pagos NFC: incorpora la posibilidad de realizar pagos contactless a través de nuestra pulsera. Este método de pago se realiza a través de la función Fitbit Pay. No obstante en España se encuentra limitada[7] a ciertas entidades: Carrefour Pass, Openbank, Banco Santander.
- Monitorización ritmo cardíaco: a través del mismo podemos conocer datos como las calorías quemadas.
- Análisis del sueño: podemos conocer la calidad y la duración de nuestro sueño fácilmente.

Además de ello, una novedad importante es que permite controlar la salud reproductiva femenina a través de la aplicación de Fitbit. Finalmente hay que destacar que pese a tener importantes novedades, sigue sin tener GPS integrado, pero podemos sincronizarlo con el de nuestro móvil.

## Fitbit Versa
Fitbit Versa es el cuarto reloj inteligente que produce Fitbit. Su apariencia es muy similar al Peeble Time Steel y cuenta con Fitbit OS; su nuevo sistema operativo. Sus especificaciones son una pantalla LCD de 1,34 pulgadas, batería de 145 mAh y 4 GB de almacenamiento; con 2,5 dedicados a archivos de audio. Este se encuentra disponible por un precio de doscientos dólares (U$200) en acabado negro, plata, rosa y dorado con pulseras de tela, cuero o metal con diseño milanés. Entre sus características se encuentra un monitor de sueño, un sensor cardíaco, autonomía de batería por más de cinco días y la capacidad de almacenar hasta trescientas (300) canciones. Entre sus carencias destaca la falta de GPS, la escasez de apps y su relación costo-beneficio.

## Fitbit Charge 4
Fitbit Charge 4 es el último modelo de smartband de la línea Charge de Fitbit. Fue lanzado en abril de 2020. Además del monitor de ritmo cardíaco y análisis de sueño, cuenta con GPS integrado y monitor de saturación de oxígeno. Sus funciones más avanzadas (como analíticos avanzados del monitoreo del sueño) están disponibles bajo la suscripción al servicio Fitbit Premium.

## Litigios
En mayo de 2015, Jawbone entabló una demanda contra Fitbit en la Corte Suprema de California, acusando a Fitbit de contratar empleados que tomaban información confidencial y de propiedad exclusiva de Jawbone. A finales de 2015, investigadores de seguridad de Fortinet demostraron que se podía obtener acceso a los dispositivos conectados a un Fitbit a través del puerto Bluetooth. En abril de 2016, la Comisión de Comercio Internacional de los Estados Unidos fallo a favor de Fitbit en una disputa que sostenía con Jawbone sobre patentes. En octubre de 2017 Fitbit en asociación con Men's Health presentó la serie multiplataforma The Adventurist.